# Pallacanestro Femminile Schio 2005-2006
Questa voce raccoglie le informazioni riguardanti la Famila Schio nelle competizioni ufficiali della stagione 2005-2006.

## Stagione
La stagione 2005-2006 è stata la quattordicesima consecutiva che la squadra scledense ha disputato in Serie A1.

## Verdetti stagionali
Competizioni nazionali
- Serie A1: (39 partite)

stagione regolare: 1º posto su 16 squadre (23-7);
play-off: finale vinta contro Priolo (3-2).
- Coppa Italia: (1 partita)

quarti di finale persi contro Faenza (57-63).
- Supercoppa italiana: (1 partita)

finale vinta contro Faenza (72-68).
Competizioni europee
- Eurolega: (12 partite)

stagione regolare: 6º posto su 6 squadre nel gruppo B (2-8);
ottavi di finale persi contro US Valenciennes (0-2).

## Roster
|    | Naz.                                       | Ruolo | Sportivo                | Anno | Alt. |  |        |
| -- | ------------------------------------------ | ----- | ----------------------- | ---- | ---- |  | ------ |
| 4  | Italia (bandiera)                          | P     | Chiara Consolini        | 1988 | 180  |  |        |
| 5  | Italia (bandiera)                          | P     | Elisabetta Moro         | 1975 | 170  |  |        |
| 6  | Italia (bandiera)                          | A     | Emanuela Ramon          | 1982 | 187  |  |        |
| 7  | Stati Uniti (bandiera)                     | C     | Bethany Donaphin        | 1980 | 190  |  |        |
| 8  | Italia (bandiera)                          | G     | Anna Pozzan             | 1975 | 175  |  | (cap.) |
| 9  | Serbia e Montenegro (bandiera)             | PG    | Gordana Grubin          | 1972 | 172  |  |        |
| 10 | Australia (bandiera)                       | A     | Penny Taylor            | 1981 | 185  |  |        |
| 11 | Italia (bandiera)                          | A     | Raffaella Masciadri     | 1980 | 185  |  |        |
| 12 | Italia (bandiera)                          | C     | Marta Rezoagli          | 1973 | 187  |  |        |
| 13 | Brasile (bandiera)                         | C     | Cíntia Silva dos Santos | 1975 | 195  |  |        |
| 14 | Stati Uniti (bandiera) · Italia (bandiera) | P     | Angela Zampella         | 1978 | 170  |  | [ 3 ]  |
| 14 | Italia (bandiera)                          | P     | Eleonora Lascala        | 1982 | 175  |  | [ 4 ]  |
| 15 | Italia (bandiera)                          | AC    | Federica Ciampoli       | 1980 | 190  |  |        |
| 16 | Italia (bandiera)                          | G     | Alice Pizzolato         | 1988 | 173  |  |        |
| 17 | Italia (bandiera)                          | G     | Lisa Zambon             | 1988 | 170  |  |        |